# Сіре дихання дракона
«Сірий подих дракона» — телефільм НДР 1979 року режисера Горста Е. Брандта, за однойменним романом Гарі Тюрка .
Фільм знятий за участю Ялтинської кіностудії та «Узбекфільм», місце зйомок — Крим та Узбекистан, із залученням радянських акторів.

## Сюжет
До Таїланду із завданням встановити шляхи трафіку наркотиків прибуває швейцарський професор Вілкерс, член Міжнародної комісії з боротьби з обігом наркотиків, зі штаб-квартирою в США. Вже після прибуття до Бангкока він отримує дивний натяк від торговця шовком Трейсі Блейка, який говорить, що розгадка таємних маршрутів наркотрафіку проста, але Вілкерс, як його частина, просто не хоче вірити у очевидну гірку правду.
Вілкерс вирушає до важкодоступних гірських полів — «Золотий трикутник» на півночі Таїланду, навіть не представляючи до якої мережі хитромудрих інтриг та перетинів інтересів від потрапить. Він поки не знає, що кожен його крок на цьому шляху зумовлений і під контролем, і виконавши відведену йому роль, про яку він і не здогадується, його буде ліквідовано — як тільки дізнається, що таємних стежок наркотрафіку немає, а є літаки ВПС США. Випадковий ланцюг збігів, протиріччя наркоділків і плутанина під час військового перевороту, що відбувся, дозволяють Вілкерсу вибратися живим і повідомити про свої результати комісії, але за указом з ЦРУ його звіт засекречується.

## У ролях
- Леон Нємчик — професор Лео Вілкерс
- Талгат Нігматулін — Сінкат
- Роззак Хамраєв — Ло Вен
- Тамара Шакірова — Сатханассаї
- Набі Рахімов — Бансамму.
- Рудольф Ульріх — Трейсі Блейк
- Світлана Норбаєва — Ванна Блейк.
- Фархад Амінов — Чарук
- Отто Меліс — містер Уоррен
- Брігітте Краузе — міс Перкінс
- Клаус Герке — Слоун
- Петро Скарке — Бейтс
- Ангел Стоянов — Кінні
- Максуг Мансуров — капітан Чао
- Йодгар Сагдієв — Му Кха Тієн
- Мамед Асадов — Сом Чай
- Анвар Кенджаєв — Нутунг
- Доброго Ітчеренського — фон Ломсок
- Володимир Карпічов — бойовий плавець, підручний фон Ломсока
- Нгуен Ліонг Дик — тайський поліцейський
- Зааун Кхеммара — таксист
- Зання Торка — співробітниця митниці
- Дмитро Римарев — офіцер ВПС США

## Про фільм
Зйомки фільму велися в Криму та Узбекистані .
Прем'єрний показ відбувся 3 червня 1979 року на Першій програмі Телебачення НДР .
Фільм знято за однойменним романом 1975 року східнонімецького письменника Гаррі Тюрка, він же взяв участь у написанні сценарію.
Роман у 1977 році був надрукований в СРСР у кількох номерах журналу «Зірка Сходу» під назвою «Дихання сіре дракона» у перекладі російською мовою Григорія Рудого .
Назва фільму (як і роману-екранізації) — тайський термін для назви наркотиків.

## Критика
Сучасній фільму німецькою критикою фільм було названо малоуспішним. Так «Neues Deutschland» писала, що сюжет фільму місцями безладний, не об'єднаний єдиною канвою, і окремі епізоди часто являють собою стихійний елемент, а «Neue Zeit» зазначила, що це спрощена «як для дітей» («wie für Kinder»") версія роману Гаррі Тюрка, і при підкупному пейзажі і кількох цікавих східних обличчях (« interestele „fernöstliche“ Gesichter»), у всьому іншому це малоуспішний фільм, хоч і поставлений з великими труднощами.

Сюжет не викликає інтересу: ні трепету від краси загадкового, ні напруги від несподіваних драматичних поворотів. Не витримує критики і постать вченого, який наприкінці своєї місії перед всемогутністю ЦРУ визнає безсилля своєї організації, але з наївною академічною мужністю віддає данину міфу бюргерської журналістики.
Оригінальний текст (нім.)
dass die Erzählweise kaum aufregend ist. Kein Nervenkitzel durch den Reiz des Rätselhaften, keine Spannung durch unvermutete dramatische Wendungen. Nicht unproblematisch auch die Figur des Wissenschaftlers, der am Ende seiner Mission angesichts der CIA-Allmacht die Ohnmacht seiner Organisation erkennt, mit naivem Akademikergemüt jedoch dem Mythos des bürgerlichen Journalismus huldigt
— газета «Berliner Zeitung», червень 1979 року